# AIDAperla
Die AIDAperla ist ein Kreuzfahrtschiff der britisch-amerikanischen Carnival Corporation & plc, das im Mai 2017 in Dienst gestellt wurde. Das Schiff der Hyperion-Klasse wurde von der Mitsubishi-Heavy-Industries-Werft im japanischen Nagasaki gebaut. Die AIDAperla ist für die speziell auf den deutschen Markt ausgerichtete Reederei AIDA Cruises im Einsatz.
Wie alle Schiffe von AIDA Cruises fährt die AIDAperla unter italienischer Flagge. Für den Kreuzfahrtbetrieb ist Costa Crociere in Genua verantwortlich.

## Geschichte

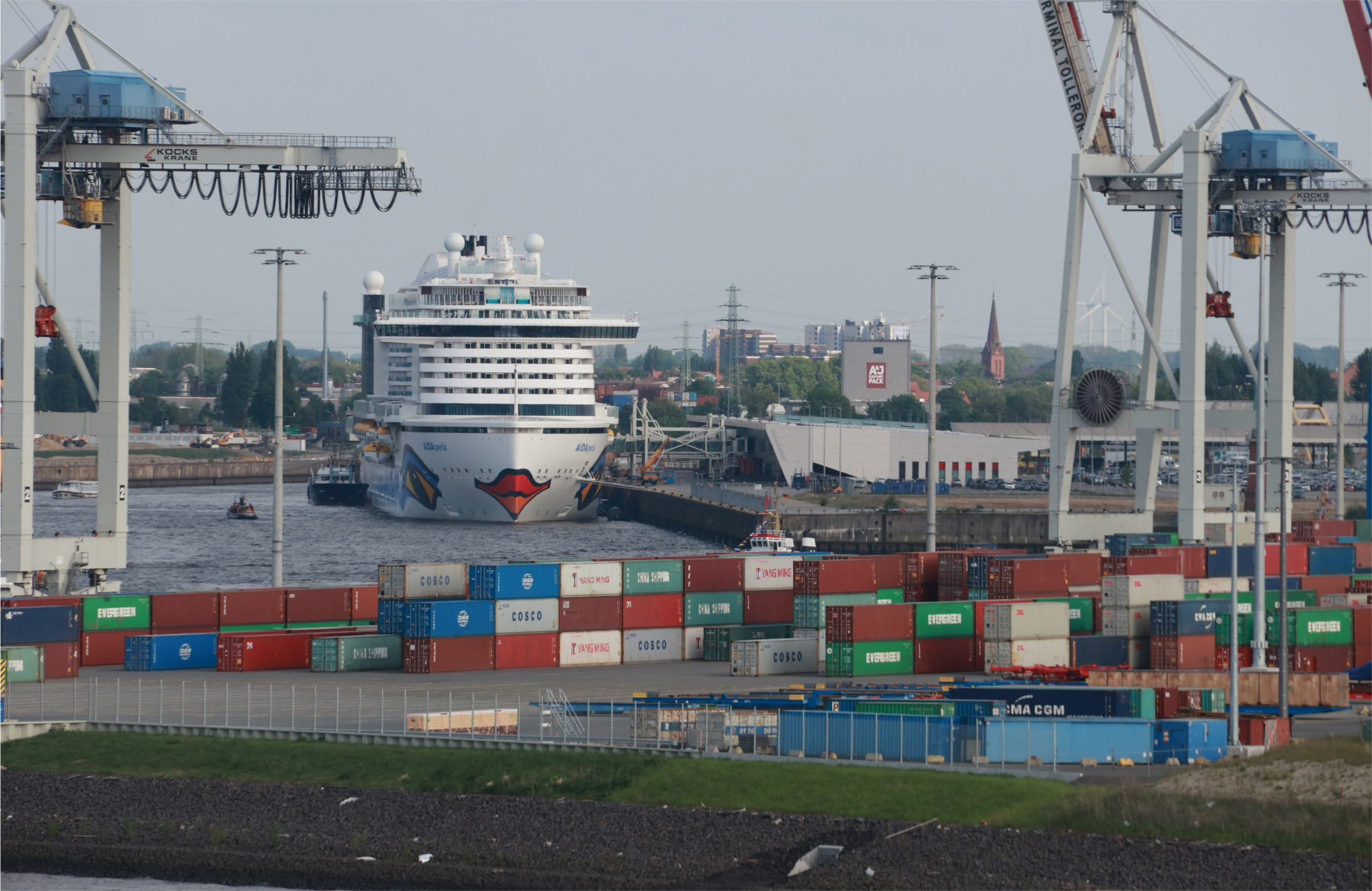
AIDAperla am Terminal Steinwerder in Hamburg

### Auftragsvergabe und Bau
Am 3. August 2011 gab Mitsubishi Heavy Industries die Vereinbarung mit Carnival Corporation & plc zum Bau zweier Kreuzfahrtschiffe auf der Werft MHI Nagasaki Shipyard & Engine Works bekannt, diese Schiffe bilden die Hyperion-Klasse. Die AIDAperla sollte als zweites Schiff der Hyperion-Klasse im März 2016 abgeliefert werden. Der Gesamtpreis wurde mit 140.000 Euro pro Unterbett angegeben; dies entspricht einem realen Preis von etwa 455 Millionen Euro pro Schiff.
Die Kiellegung des Schiffes mit der Baunummer 2301 erfolgte am 14. Dezember 2012 auf der Tategami-Werft in Nagasaki. 
Im Oktober 2014 wurde bekannt, dass die AIDAperla nicht pünktlich abgeliefert werden kann. Eine Ablieferung frühestens im März 2017 wurde angestrebt.

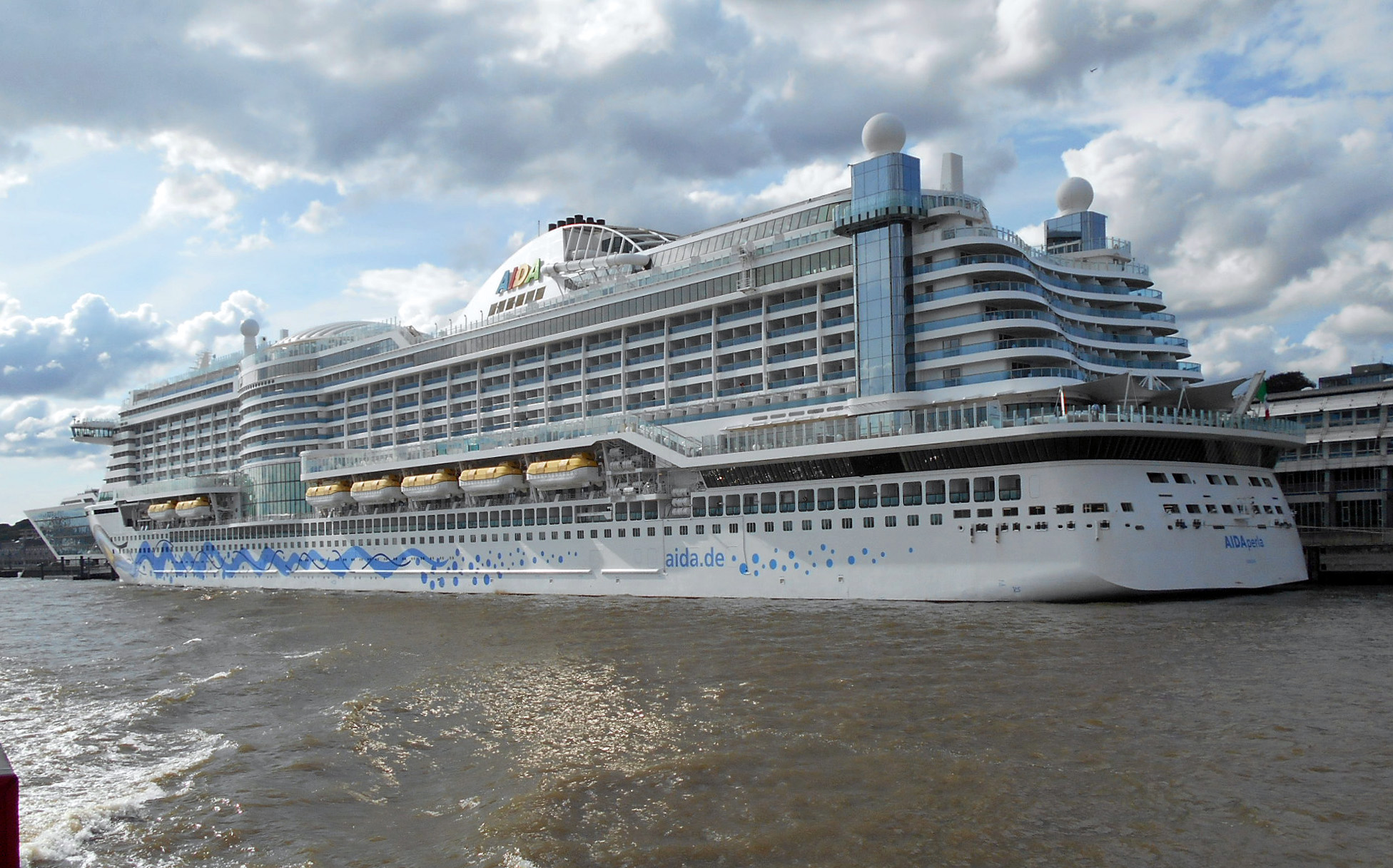
Heckansicht der AIDAperla

Der Name wurde im März 2016 bekanntgegeben.

### Übergabe und Taufe
Am 27. April 2017 wurde die AIDAperla auf der Werft in Nagasaki an AIDA Cruises übergeben. Am 28. April 2017 gingen die Schiffsdaten (Position, Temperaturen, Kurs und Geschwindigkeit) online.
Am 3. Mai 2017 um 11:30 Uhr verließ die AIDAperla die Bauwerft. Am 28. Mai 2017 wurde das Schiff in Neapel in Dienst gestellt und lief zunächst die Häfen Genua und Palma de Mallorca an.
Die Taufe fand am 30. Juni 2017 in Palma de Mallorca statt. Taufpatin war Lena Gercke, Taufkapitän Kapt. Boris Becker.

## Technik
Die Motoren der AIDAperla sind sowohl für den Betrieb mit Schweröl als auch mit Marinedieselöl ausgelegt. Schweröl ist aufgrund seines hohen Schwefelanteils sowie der Feinstaubfreisetzung umwelt- und gesundheitsschädlich. Um die Belastung zu reduzieren, wurden Filteranlagen eingebaut.
Um im Hafen den Schadstoffausstoß zu reduzieren, kann einer der Motoren während der Liegezeit in Häfen mit Flüssigerdgas (LNG) betrieben werden („Dual-Fuel-System“). Die NOx-Emissionen sinken so um 80 % und die CO2-Emissionen sinken um 20 % im Vergleich zum üblichen Schiffsdiesel.  
Mithilfe des Mitsubishi Air Lubrication Systems (MALS) wird der Rumpf des Schiffes mit einem Teppich aus Luftblasen überzogen. So kann die AIDAperla im Meer auf einer dünnen Luftschicht gleiten, was für einen geringeren Reibungswiderstand sorgt und zu Energieeinsparungen führen kann.
Im Jahr 2020 wurde AIDAperla als erstes Schiff mit Lithium-Ionen-Batterien vom norwegischen Unternehmen Corvus Energy ausgestattet. Das Batteriepack verfügt über eine Gesamtleistung von 10 Megawatt und ist das bis dato größte Batteriespeichersystem, das je auf einem Passagierschiff in Betrieb genommen wurde.

## Ausstattung
Der Hotelbetrieb für den Gast erstreckt sich von Deck 3 bis Deck 18, wobei das Deck 13 ausgelassen wurde. Kabinen befinden sich auf Decks 4, 5 und 8 bis 16. Viele der insgesamt 1.643 Gästekabinen aus 14 verschiedenen Kategorien haben eigene Balkone. Den Gästen der höherwertigen Kabinen wie den Suiten steht neben einer exklusiven Bar mit Außenbereich auf Deck 8 auch ein exklusiver Bereich auf dem vorderen Deck 16 zur Verfügung (Patio-Bereich).
Neben einem Wasserspielplatz auf Deck 14 gibt es ein großteils innenliegendes Hauptschwimmbecken auf Deck 15. Dieses befindet sich unter anderem im Beachclub, der mit einem UV-durchlässigen Foliendach überspannt ist. Ferner befinden sich sechs größere Pools an Bord, welche überwiegend auf dem Außenbereich angesiedelt sind. Zwei große Wasserrutschen starten auf Deck 18.
Sportgeräte stehen in einem Fitnesscenter zur Verfügung. Ein Sportaußendeck wird abhängig vom Fahrtgebiet im Winter als Eisbahn verwendet. Ganzjährig gibt es einen Klettergarten innerhalb des Activity-Bereichs „Four Elements“. Das Sonnendeck ist insgesamt 4.482 Quadratmeter groß. Ein gläserner Skywalk an Bord bietet einen Panorama-Ausblick auf das Meer.
Auf dem Schiff stehen den Gästen 12 Restaurants zur Verfügung, welche unterschiedliche Konzepte und Themenschwerpunkte haben. So gibt es verschiedene Buffet-, Spezialitäten- und aufpreispflichtige À-la-carte-Restaurants, ferner verschiedene Snackbars und Cafés. Außerdem gibt es 18 Bars und Clubs sowie vier Lounges an Bord.
Zur Unterhaltung existieren neben dem Theatrium und einer Großbildleinwand noch eine Diskothek und ein Nachtclub. Zusätzlich werden eine Kinder- und Jugendbetreuung für verschiedene Altersklassen ab 6 Monaten und zahlreiche Einkaufsmöglichkeiten in verschiedenen Shops angeboten. 
Den Gästen steht ein 3.100 m² großer Spa-Bereich (Body & Soul Organic Spa), unter anderem mit verschiedenen Saunen, einem Dampfbad, Whirlpools, einem Kaminzimmer sowie Platz für Kosmetik- und Massageanwendungen zur Verfügung. 
Des Weiteren existieren eine Rezeption, ein Hospital, ein Fotostudio, ein Casino, eine Kunstgalerie, ein Konferenzraum, eine Zen Lounge und eine Hemingway Lounge mit Bibliothek.